# Зручний проїзд (Житомир)
Зручний проїзд — проїзд в Богунському районі міста Житомира.

## Опис
Знаходиться в привокзальній частині міста, в історичній місцевості Гейнчівка. Бере початок від вулиці Монтана, прямує на північ та завершується перехрестям з провулком Косачів. Перетинається з провулком Попова.
Забудова проїзду переважно представлена індивідуальними житловими будинками садибного типу 1950-х — 2000-х років побудови.

## Історичні відомості
Проїзд почав формуватися у 1950-х роках на вільних від забудови землях колишнього хутора Перша Хінчанка.
У 1991 році отримав чинну назву. До того проїзд був безіменним, а житлові будинки належали до поперечних вулиць та провулків.